# 住宅産業
住宅産業（英語: the Housing industry）は、住宅にかかわるビジネスの総称であり、その開発・建設・販売にかかわる一産業分野である。

## 概要
住宅産業は、住宅開発、住宅建設および住宅販売にかかわる産業である。アメリカ合衆国においては、その利害は全米住宅建設業者協会（NAHB）によって代表されている。オーストラリアでは、住宅業界を代表する取引協会は、住宅産業協会である。これはまた、通常特定の国または地域での住宅の需要・供給関係を意味する住宅市場を指している。住宅市場は、住宅の供給、住宅需要、住宅価格、賃貸部門、および市場への政府介入（住宅政策）の機能をも含んでいる。
日本においては、住宅産業を報じる専門メディアとして住宅産業新聞社がある。